# Генрих I (граф Нассау)
Генрих I (нем. Heinrich I.; ум. в августе 1167, Рим) — граф Нассау с 1159 года.

Графство Нассау на карте Германии

Сын графа Арнольда I фон Лауренбурга и его жены, имя которой не известно. В некоторых источниках матерью Генриха I называется Анастасия фон Арнштайн, но в таком случае его отцом должен быть не Арнольд, а Дудо Лауренбург.
Наследовал брату — Рупрехту II. Первым из Лауренбургов назвал себя графом Нассау («Henricus comes des Nassouve») (1160).
Как почти обо всех ранних представителях Дома Нассау, о Генрихе I известно очень мало.
Совершенно точно, что он умер от чумы в Риме в августе 1167 года. Возможно, это случилось по пути из Крестового похода.
Вероятно, Генрих I в момент смерти был в очень молодом возрасте, потому что о его жене и детях нет никаких сведений.